# Hradiště (Písek)

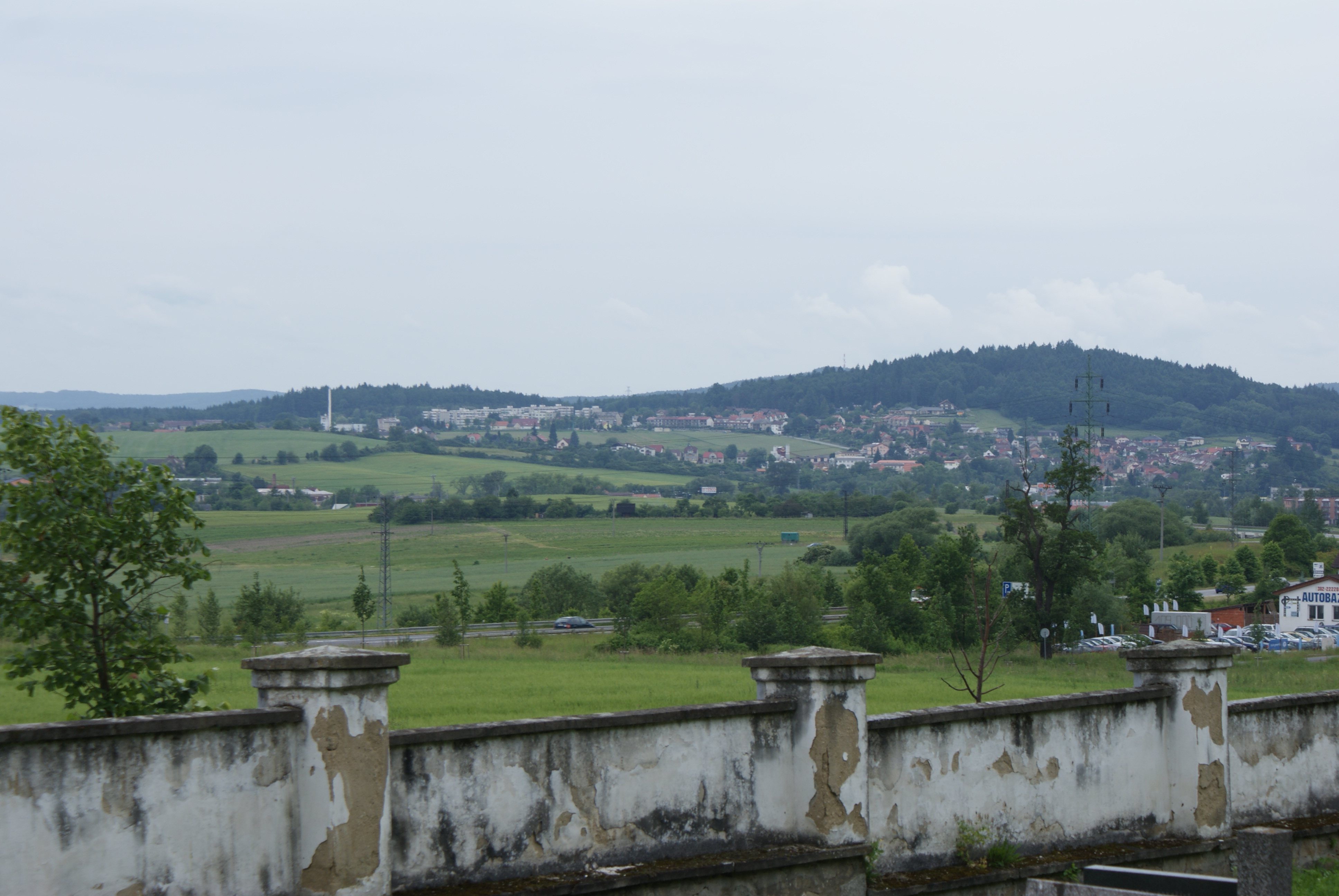
Blick vom Friedhof Semice auf Hradiště

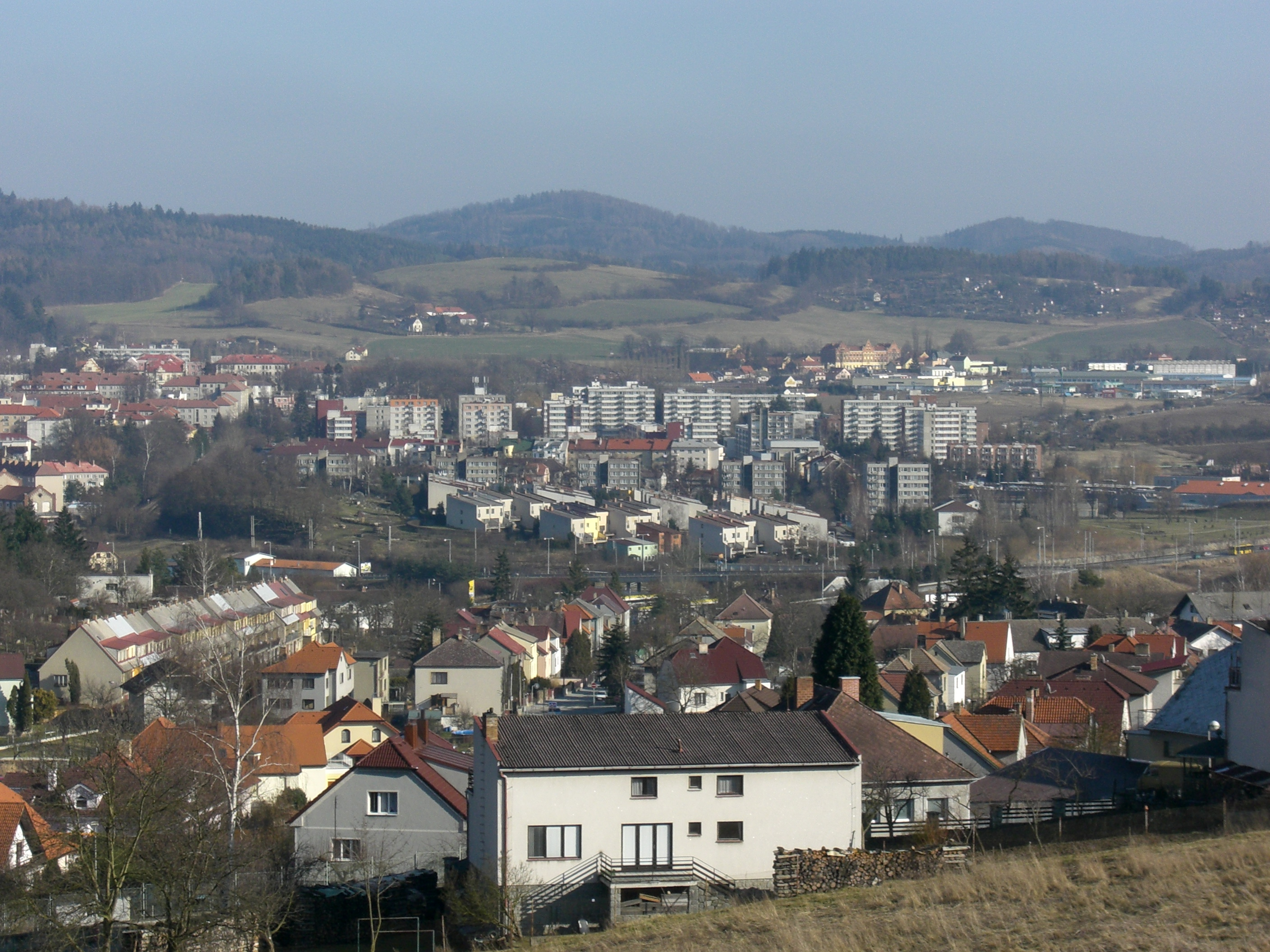
Blick über Nové Hradiště auf die Plattenbausiedlung Písek-Jih und die Píseker Berge

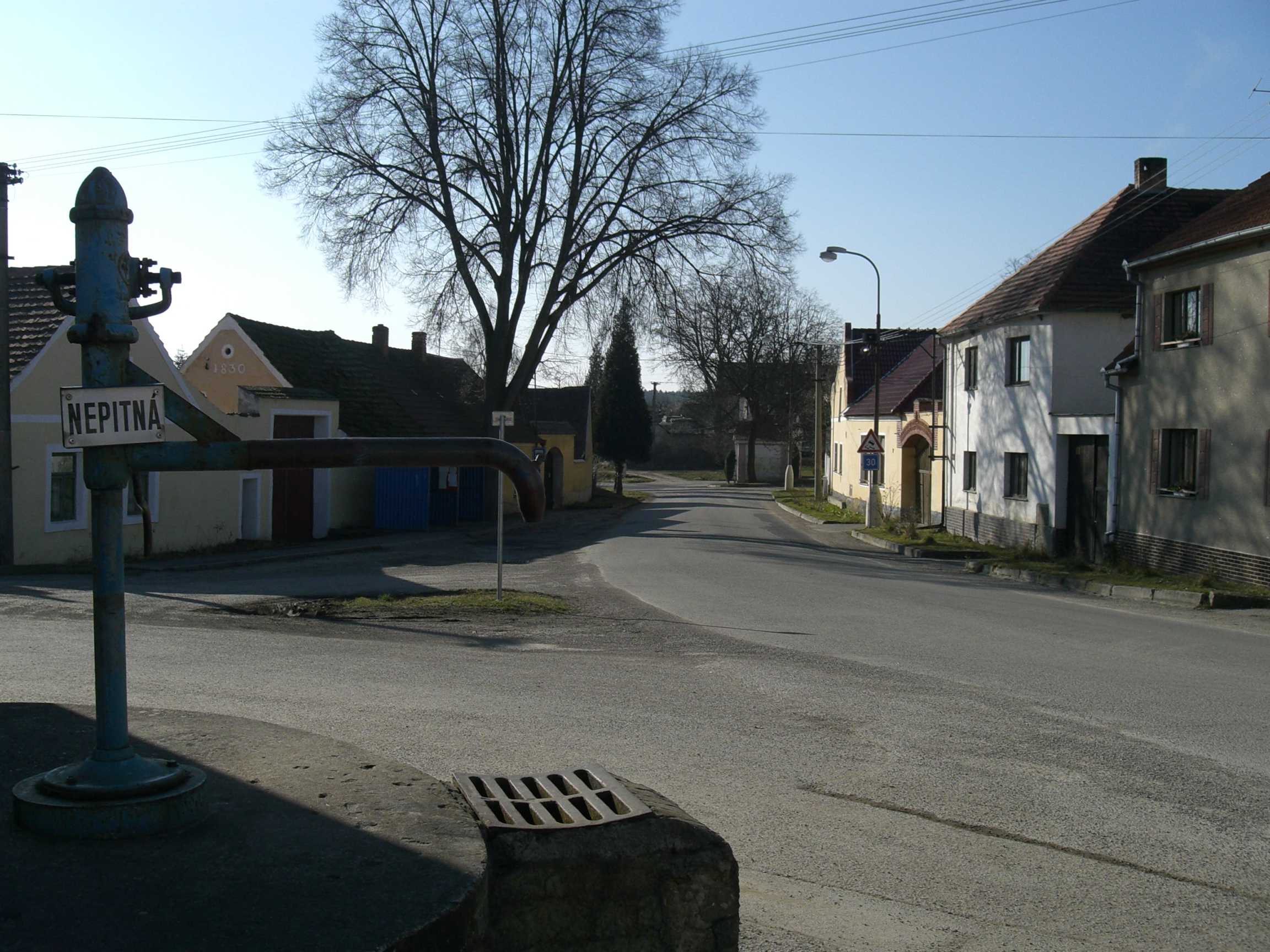
Dorfplatz von Hradiště

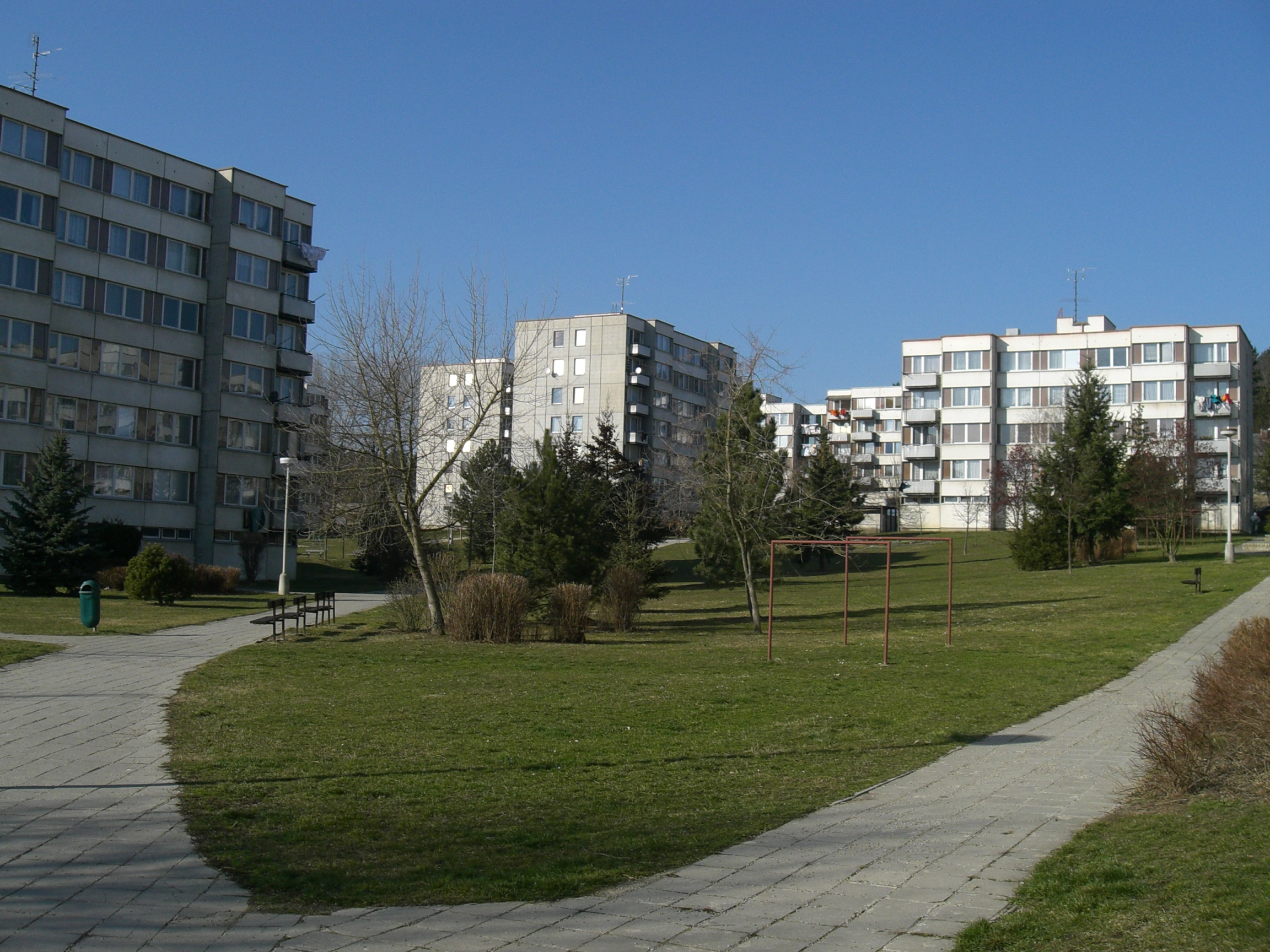
Plattenbausiedlung Na Rozhledně

Hradiště (deutsch Hradischt) ist ein Ortsteil der Stadt Písek (Pisek) in Tschechien. Er liegt zwei Kilometer südwestlich des Stadtzentrums von Písek und gehört zum Okres Písek. Durch eine in der zweiten Hälfte des 20. Jahrhunderts, insbesondere nach der Eingemeindung, einsetzende Bautätigkeit entstanden die Siedlungen Nové Hradiště und Na Rozhledně, die Hradiště mit Písek zusammenwachsen ließen.

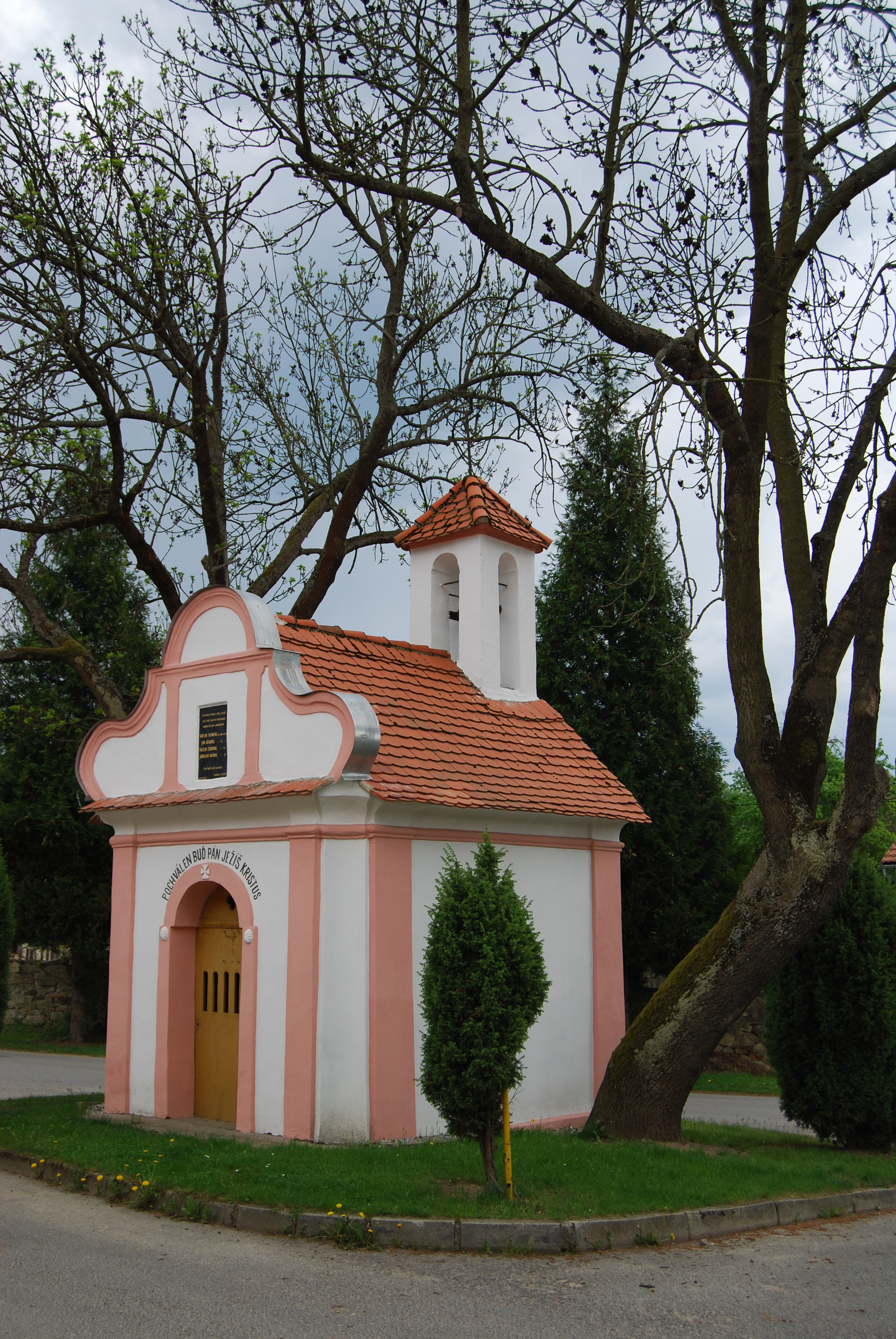
Kapelle der Jungfrau Maria Svatohorská auf dem Dorfplatz

## Geographie
Der ehemalige Rundling Hradiště befindet sich auf einem Höhenzug rechtsseitig über dem Tal der Otava (Wottawa) in der Písecká pahorkatina (Piseker Hügelland). Gegen Osten liegt das Tal des Baches Mehelnický potok, durch das die Bahnstrecke Protivín–Zdice und die Staatsstraße I/20 zwischen Písek und Budweis verlaufen. Im Norden erhebt sich der Hradišťský vrch (478 m n.m.), östlich der Nad Cihelnou (417 m n.m.), im Südosten die Trdlice (420 m n.m.) und der Na Vysoké (414 m n.m.) sowie im Nordwesten die Mlaka (435 m n.m.).
Nachbarorte sind Síbrovna, Dobešice und Václavské Předměstí im Norden, Písek-Vnitřní Město im Nordosten, Budějovické Předměstí, Sídliště Jih, Brabencovna und Pod Amerikou im Osten, Semice und Smrkovice im Südosten, Putim im Süden, Zátaví und Vápenice im Südwesten, Dobev und Malé Nepodřice im Westen sowie Velké Nepodřice, Kocourov und Oldřichov im Nordwesten.

## Geschichte

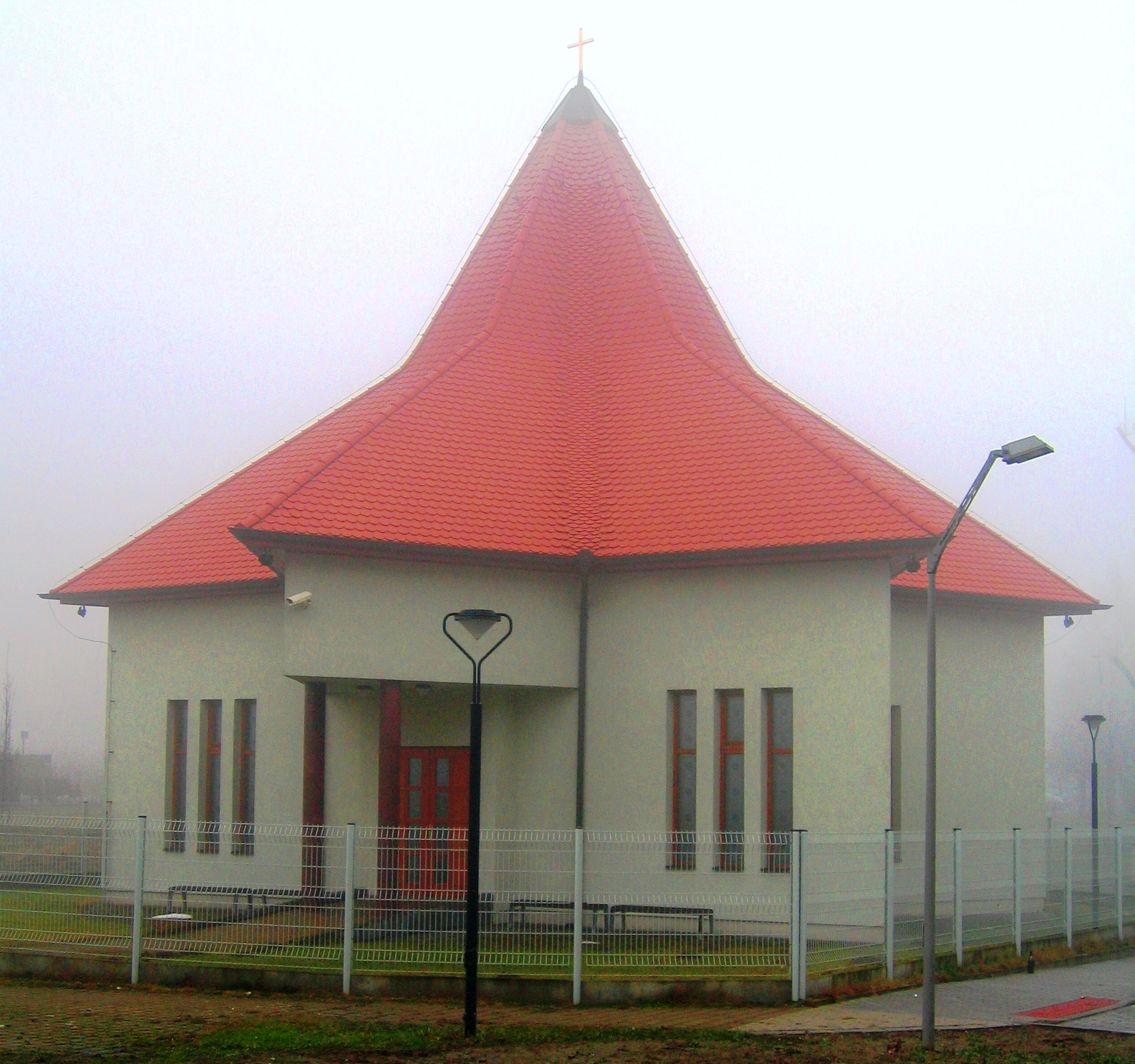
Kirche des hl. Karl Borromäus

Archäologische Funde belegen eine frühzeitliche Besiedlung der Gemarkung. Auf dem Hradišťský vrch bestanden mehrere prähistorische Siedlungen sowie eine Wallburg aus der Jungbronzezeit. In der Flur Na Dolinách bestanden zwei Hügelgräber aus der Keltenzeit. Bei ihrer Beseitigung im Jahre 1858 wurden die aus dem 5. Jahrhundert v. Chr. stammenden Gebeine eines Mannes und einer Frau aus der Oberschicht mit reichen Grabbeigaben, darunter ein Bronzekanne mit Schale sowie Schmuckgegenstände aus Gold und Silber, die zum Teil in Etrurien gefertigt wurden, vorgefunden. Zum Ende des 19. Jahrhunderts sowie in den 1960er und 1980er Jahren erfolgten auf der Gemarkung drei Depotfunde, von denen der älteste der Aunjetitzer Kultur (Depot III) zuzuordnen ist; die anderen beiden Funde (Depot I und II) stammen aus der Spätbronzezeit.
Die erste urkundliche Erwähnung von Hradiště erfolgte 1389. Das Dorf gehörte die meiste Zeit zu den Besitzungen der Königlichen Stadt Písek.  1785 wurde der Ort – ohne Angabe der Häuserzahl – als Hradischt bzw. Hradisstie bezeichnet. 1835 wurde die Kapelle auf dem Dorfplatz errichtet.
Im Jahre 1837 bestand das im Prachiner Kreis gelegene Dorf Hradischt bzw. Hradisstě aus 23 Häusern mit 180 Einwohnern. Der Hradischter Wald wurde vom Forstrevier Hurka bei Smrkowitz bewirtschaftet. Pfarrort war Putim. Bis zur Mitte des 19. Jahrhunderts blieb Hradischt der Stadt Písek untertänig.
Nach der Aufhebung der Patrimonialherrschaften bildete Hradiště / Hradischt ab 1850 eine Gemeinde im Gerichtsbezirk Pisek. 1868 wurde das Dorf dem Bezirk Pisek zugeordnet. Im Jahre 1869 bestand Hradiště aus 39 Häusern und hatte 221 Einwohner. Das k.k. Heer unterhielt seit der zweiten Hälfte des 19. Jahrhunderts am nordöstlichen Fuße des Hradišťský vrch eine Militärschießstätte. Im Jahre 1900 hatte Hradiště 298 Einwohner, 1910 waren es 357. 
Nach dem Ersten Weltkrieg zerfiel der Vielvölkerstaat Österreich-Ungarn, Hradiště wurde 1918 Teil der neu gebildeten Tschechoslowakischen Republik. Beim Zensus von 1921 lebten in den 65 Häusern der Gemeinde 416 Personen, davon 413 Tschechen. 1930 lebten in den 73 Häusern von Hradiště 391 Personen. Zwischen 1939 und 1945 gehörte Hradiště / Hradischt zum Protektorat Böhmen und Mähren. Nach dem Ende des Zweiten Weltkrieges kam Hradiště zur wiedererrichteten Tschechoslowakei zurück. 1950 lebten in den 119 Häusern von Hradiště 457 Personen. Am 1. Juli 1964 erfolgte die Eingemeindung nach Písek. Im Jahr 1980 hatte Hradiště 741 Einwohner und bestand aus 188 Häusern. Durch die in den 1980er Jahren errichtete Plattenbausiedlung verdoppelte sich die Einwohnerzahl. 1991 lebten in den 245 Häusern des Stadtteils 1889 Personen. Auch in den Folgejahren wurden die Fluren von Hradiště kontinuierlich mit Eigenheimen weiter bebaut. Der Bau der Kirche des hl. Karl Borromäus in Nové Hradiště wurde im Jahre 2000 durch eine Spende von Karl Eckert aus Wilhelmsfeld finanziert und am 18. November 2000 durch Bischof Antonín Liška geweiht. Beim Zensus von 2011 hatte Hradiště 2037 Einwohner und bestand aus 382 Wohnhäusern.

## Ortsgliederung
Der Ortsteil Hradiště gliedert sich in die Grundsiedlungseinheiten Hradiště, Hradišťský vrch und U Otavy. Hradiště besteht aus den Ortslagen Na Rozhledně, Nové Hradiště, Putimská Vysoká und Staré Hradiště. 
Der Ortsteil bildet den Katastralbezirk Hradiště u Písku.

## Sehenswürdigkeiten
- Hradišťský vrch mit als Kulturdenkmal geschützten Resten einer jungbronzezeitlichen befestigten Siedlung
- Wasserwerk Hradiště am Nordosthang des Hradišťský vrch, es wurde im Jahre 1900 im Zuge der Errichtung einer Wasserversorgung für die Stadt Písek errichtet. Das Technische Denkmal ist heute nicht mehr in Betrieb.
- Kapelle der Jungfrau Maria Svatohorská auf dem Dorfplatz, errichtet 1835. 1945 wurde eine Gedenktafel mit den Namen der Opfer des Zweiten Weltkrieges angebracht.
- Kirche des hl. Karl Borromäus in Nové Hradiště, errichtet 2000. Sie ist der einzige im Bistum Budweis seit 1989 errichtete Kirchenneubau.[6]
- Otavabrücke bei Zátaví (Zátavský most)